# К'ярамонті
К'ярамонті (італ. Chiaramonti, сард. Tzaramonte) — муніципалітет в Італії, у регіоні Сардинія,  провінція Сассарі.
К'ярамонті розташовані на відстані близько 340 км на південний захід від Рима, 175 км на північ від Кальярі, 22 км на схід від Сассарі.
Населення — 1672 особи (2014).
Щорічний фестиваль відбувається 21 вересня. Покровитель — San Matteo.

## Демографія
Населення за роками:

Станом на 1 січня 2023 року в муніципалітеті офіційно проживали 22 іноземці з 11 країн, серед них 7 громадян країн Євросоюзу.

## Сусідні муніципалітети
- Ардара
- Ерула
- Мартіс
- Нульві
- Оцієрі
- Перфугас
- Плоаге